# Ober St. Paul
Ober Sankt Paul war eine Ortschaft im Görtschitztal in der Gemeinde Klein Sankt Paul in Kärnten. Teile der Ortschaft wuchsen im 20. Jahrhundert mit dem benachbarten Gemeindehauptort Klein St. Paul (Gemeinde Klein Sankt Paul) zusammen. Ab den 1970er-Jahren hörte man auf, Ober Sankt Paul als eigene Ortschaft zu führen; die Häuser im Bereich der ehemaligen Ortschaft werden heute großteils als zur Ortschaft Klein St. Paul, zu einem kleinen Teil als zur Ortschaft Wietersdorf gehörend betrachtet.

## Lage
Die Ortschaft im Osten des Bezirks Sankt Veit an der Glan umfasste alle Häuser auf dem Gebiet der Katastralgemeinde Ober St. Paul und somit den Bereich nördlich und westlich des Zentrums des Dorfes Klein St. Paul.

## Geschichte
Die fünf Höfe, aus denen der Ort im 19. Jahrhundert bestand, waren über eine Distanz von mehr als 2 Kilometer verstreut und hoben sich nur dadurch von anderen Höfen in der Umgebung ab, dass sie auf dem Gebiet der Steuer- bzw. Katastralgemeinde Ober St. Paul lagen. Der Ort gehörte in der ersten Hälfte des 19. Jahrhunderts zum Steuerbezirk Eberstein und kam 1850 bei Gründung der Ortsgemeinden an die Gemeinde Klein Sankt Paul.
Anfang der 1920er-Jahre errichteten die Wiener Architekten Siegfried Theiss und Hans Jaksch im Ort eine Wohnsiedlung für Arbeiter, Werkmeister und Beamte, die sogenannte Westsiedlung, die 26 Reihenhäuser und drei Vierfamilienhäuser umfasst. Mitte des 20. Jahrhunderts wurden anschließend an diese Westsiedlung und im Bereich Almblick zahlreiche Einfamilienhäuser errichtet.
Ober Sankt Paul wurde bei den Volkszählungen bis 1971 als eigene Ortschaft geführt; danach ging es größtenteils (Westsiedlung, Almblick, Philip-Knoch-Weg, Heideweg) in der Ortschaft Klein Sankt Paul auf. Einige Häuser im Norden werden seither zur Ortschaft Wietersdorf gezählt.

## Bevölkerungsentwicklung
Für den Ort ermittelte man folgende Einwohnerzahlen:
- 1869: 5 Häuser, 63 Einwohner[2]
- 1880: 5 Häuser, 77 Einwohner[3]
- 1890: 5 Häuser, 56 Einwohner[4]
- 1900: 6 Häuser, 32 Einwohner[5]
- 1910: 48 Einwohner[6]
- 1923: 135 Einwohner[7]
- 1934: 127 Einwohner[8]
- 1951: 181 Einwohner[6]
- 1961: 56 Häuser, 550 Einwohner[9]
- 1971: 587 Einwohner[6]